# Themelium pseudallocotum
Themelium pseudallocotum är en stensöteväxtart som beskrevs av Barbara S. Parris. Themelium pseudallocotum ingår i släktet Themelium och familjen Polypodiaceae. Inga underarter finns listade.